# Kommerbach
Der Kommerbach, auch Kommer Bach, ist ein Fließgewässer im Bereich von Jüchen, Korschenbroich und Mönchengladbach. Er entwässert in den Jüchener Bach. Er fällt regelmäßig trocken.
An ihm befindet sich Haus Neuenhoven und Haus Fürth.